# Ceropegia beddomei
Ceropegia beddomei är en oleanderväxtart som beskrevs av Joseph Dalton Hooker. Ceropegia beddomei ingår i släktet Ceropegia och familjen oleanderväxter. Inga underarter finns listade i Catalogue of Life.